# Trường Trung học phổ thông Lý Thường Kiệt, Bình Thuận
Trường THPT Lý Thường Kiệt, tiền thân là trường Trung học Bình Tuy, là một trường trung học phổ thông công lập tại Thị xã Lagi, Bình Thuận, được thành lập từ năm 1957.
Lúc đầu trường THPT Lý Thường Kiệt có tên là Trường Trung học Bình Tuy được thành lập với niên khoá đầu tiên năm 1958-1959, chỉ có l lớp Đệ Thất gồm 31 học sinh. 
Đầu năm học 1975-1976: Trường có 34 lớp, có 1.619 học sinh từ Đệ Thất đến Đệ Nhất. 
Và trường cũng được đổi tên thành trường PTTH Hàm Tân.
Từ năm 2006 đến nay (theo QĐ số 574 của UBND Tỉnh Bình Thuận): Trường được đổi tên thành THPT Lý Thường Kiệt.

## Vinh danh
Với truyền thống 50 năm dạy tốt và học tốt, nhà trường đã đạt được nhiều thành tích, được Sở GD&ĐT Bình Thuận tặng nhiều bằng khen. 
Năm 2013, trường THPT Lý Thường Kiệt vinh dự được UBND tỉnh Bình Thuận công nhận là trường đạt chuẩn quốc gia.

## Cựu học sinh nổi tiếng
Cũng chính từ ngôi trường này, nhiều thế hệ học sinh đã thực hiện hoài bão, ước mơ của mình và trở thành những người thành đạt, có vị thế cao trong xã hội tiêu biểu như: 
- Tiến sỹ Toán học Trần Công Thành (đang định cư ở Pháp)

- Tiến sỹ Lê Thanh Phong (đang định cư tại Ý),

- Nhà giáo, GS.TS Bùi Cách Tuyến - Nguyên Hiệu trưởng Trường ĐH Nông Lâm TP. Hồ Chí Minh, nguyên Thứ trưởng Bộ Tài nguyên & Môi trường…
- Nguyễn Đức Hải - Tổng Công Ty Quản Lý Bay Việt Nam

và có nhiều thế hệ học sinh của trường đã và đang là cán bộ chủ chốt của tỉnh nhà.